# Marta Erps-Breuer
Martha Magdalena Elisabeth Erps (nome de nascimento) nasceu em Frankfurt, na Alemanha, em 1902. Ao longo da década de 1920, estudou na Bauhaus em Weimar, onde se especializou a partir da oficina de tecelagem. Sua formação começou na cidade de Weimar, como aluna matriculada na escola alemã, e se estendeu a Dessau, onde é provável que tenha frequentado outras oficinas, para além da de tecelagem. 
Em 1923, a designer participou da primeira exposição da Bauhaus, em Weimar, que apresentava os trabalhos da escola. Nessa ocasião, Marta elaborou um tapete em grande formato para a sala de jantar da Haus Am Horn, casa modelo construída para a exibição. Seu trabalho foi apresentado ao lado dos móveis projetados por Marcel Breuer, à época também aluno da escola. 
Em 1925, entre os períodos de Weimar e Dessau, Marta viajou pela primeira vez ao Brasil, onde visitou seu irmão, Ludwig Erps, que havia emigrado alguns anos antes. Pouco depois de seu retorno à Europa, em 1926, ela se casou com Marcel Breuer em Frankfurt, que havia se tornado professor e responsável pela oficina de marcenaria da Bauhaus. 
No início da década de 1930, a designer voltou ao Brasil para visitar seu irmão pela segunda vez. Foi nessa ocasião que ela tomou a decisão de se estabelecer no país. Na cidade de São Paulo, Marta Erps-Breuer iniciou uma carreira como ilustradora científica, desenhando para um circuito de cientistas. A partir desse primeiro trabalho em São Paulo, Marta foi contratada em 1935 pela recém-criada Universidade de São Paulo, onde atuou por mais de 30 anos no Instituto de Biociências.  
Na USP, desenvolveu um papel importante vinculado às pesquisas em genética. Em 1955, a designer e cientista publicou um artigo ao lado de Crodowaldo Pavan, diretor do IB-USP à época, em que demonstram que a quantidade de DNA em uma célula não era constante por meio da observação das glândulas salivares da mosca do gênero Rhynchosciara. O trabalho foi central no período, pois derrubou o dogma de constância do DNA. As ilustrações e fotografias de Marta integram o artigo e são centrais para a descrição e argumentação do pensamento da dupla de cientistas. 
Em 1959, Marta desenvolveu uma escultura em madeira da mosca Drosophila melanogaster, na qual apresentou a espécie em tamanho ampliado. Atualmente, a escultura faz parte do acervo do IB-USP. 
Marta Erps-Breuer fez parte de uma geração de mulheres da Bauhaus que começaram seus estudos na oficina de tecelagem e, após essa formação, expandiram para outras áreas do conhecimento. Ao circular por diferentes espaços institucionais, da Bauhaus à Universidade de São Paulo, a designer e cientista aproxima campos distintos - artes, design e ciência - por meio de uma abordagem interdisciplinar.
1. ↑  Almeida, Ana Júlia Melo (3 de junho de 2022). «Mulheres e profissionalização no design: trajetórias e artefatos têxteis nos museus-escola MASP e MAM Rio». São Paulo. doi:10.11606/t.16.2022.tde-16012023-175956. Consultado em 27 de julho de 2025
2. ↑  Almeida, Ana Júlia Melo (3 de junho de 2022). «Mulheres e profissionalização no design: trajetórias e artefatos têxteis nos museus-escola MASP e MAM Rio». São Paulo. doi:10.11606/t.16.2022.tde-16012023-175956. Consultado em 27 de julho de 2025
3. ↑  Almeida, Ana Júlia Melo (3 de junho de 2022). «Mulheres e profissionalização no design: trajetórias e artefatos têxteis nos museus-escola MASP e MAM Rio». São Paulo. doi:10.11606/t.16.2022.tde-16012023-175956. Consultado em 27 de julho de 2025
4. ↑  Almeida, Ana Júlia Melo (3 de junho de 2022). «Mulheres e profissionalização no design: trajetórias e artefatos têxteis nos museus-escola MASP e MAM Rio». São Paulo. doi:10.11606/t.16.2022.tde-16012023-175956. Consultado em 27 de julho de 2025
5. ↑  Vilela, Carlos Ribeiro; Cunha, Antonio Brito da (2006). «On Marta Breuer and some of her unpublished drawings of Drosophila spp. male terminalia (Diptera, Drosophilidae)». Genetics and Molecular Biology (em inglês): 580–587. ISSN 1415-4757. doi:10.1590/S1415-47572006000300032. Consultado em 27 de julho de 2025
6. ↑  «A trajetória de mulheres que criaram artefatos têxteis no país». revistapesquisa.fapesp.br. Consultado em 27 de julho de 2025
7. ↑  Vilela, Carlos Ribeiro; Cunha, Antonio Brito da (2006). «On Marta Breuer and some of her unpublished drawings of Drosophila spp. male terminalia (Diptera, Drosophilidae)». Genetics and Molecular Biology (em inglês): 580–587. ISSN 1415-4757. doi:10.1590/S1415-47572006000300032. Consultado em 27 de julho de 2025
8. ↑  Almeida, Ana Júlia Melo (3 de junho de 2022). «Mulheres e profissionalização no design: trajetórias e artefatos têxteis nos museus-escola MASP e MAM Rio». São Paulo. doi:10.11606/t.16.2022.tde-16012023-175956. Consultado em 27 de julho de 2025